# Piccadilly Jim
Piccadilly Jim è un romanzo umoristico-thriller di P. G. Wodehouse, apparso dapprima nel 1916 come feuilleton, pubblicato in volume per la prima volta negli Stati Uniti d'America nel 1917 e tradotto in lingua italiana più volte a partire dal 1931. È stato portato tre volte sullo schermo.

## Storia editoriale
Piccadilly Jim apparve dapprima a puntate sul bimestrale statunitense The Saturday Evening Post dal 16 settembre all'11 novembre 1916, con le illustrazioni di May Wilson Preston. Fu pubblicato in volume dapprima il 24 febbraio 1917 da Dodd, Mean and Co. di New York provvisto di una dedica dell'autore alla figliastra Leonora, il cui nome appare scritto tuttavia come "Lenora". Fu successivamente pubblicato nel maggio 1918 dall'editore Herbert G. Jenkins di Londra.
Fu tradotto in lingua italiana dapprima da Ida Lori nel 1931 per le Edizioni Bietti col titolo Jim di Piccadilly. In lingua italiana, ebbe altre quattro traduzioni (di Mario Malatesta, Nadia Serragli, Franco Salvatorelli e Paola Mazzarelli) e fu pubblicato in volume più volte ad opera di altri cinque editori (Monanni, Lucarini, Mursia, Guanda e Tea).

## Trama
Jim Crocker, un giovane newyorkese trasferitosi a Londra, grazie alla disponibilità finanziaria si dedica con assiduità a una nutrita serie di bravate tanto da attirare l'attenzione dei giornali popolari statunitensi e inglesi e guadagnarsi il nomignolo di "Piccadilly Jim". In patria, prima del suo trasferimento nel Regno Unito, era stato un giornalista e aveva scritto una stroncatura di un volume di poesie di Ann Chester, nipote del finanziere Peter Pett. Il rientro in patria del giovane gaudente è occasione di equivoci, scambi di persona, agnizioni, complicate da tentativi di rapimento, dall'intervento dei servizi segreti per un nuovo esplosivo, e dal fatto che Jim si innamora di Ann Chester, la poetessa bersaglio della sua antica attività di critico letterario.

## Personaggi
(in ordine di apparizione)
Mr. Peter Pettfinanziere milionario americano, vessato dalla seconda moglie Nesta, appassionato di baseball
Mrs. Nesta Pettmoglie quarantenne di Peter Pett da due anni, scrittrice di libri gialli, moglie divorziata del magnate Elmer Ford in La piccola pepita
Willie Partridgenipote della signora Pett, figlio scervellato dell'inventore Dwight Partridge (che sta lavorando a un esplosivo)
Ogden Fordfiglio quattordicenne di Nesta, obeso e maleducato, ghiotto di dolciumi, fumatore precoce di sigarette; soprannominato «Piccola pepita» nell'omonimo romanzo
Ann Chesternipote di Mr. Peter Pett, avvenente poetessa dai capelli rossi
Jerry Mitchellistruttore fisico privato del signor Pett, ama Celestine
James Braithwaite Crocker (Jim)giovane ventiseienne, figlio di Bingley Crocker, nipote di Nesta, ex giornalista del Cronicle, si esprime come Psmith, è soprannominato "Piccadilly Jim"
Mrs. Eugenia Crockersorella di Nesta, vedova del milionario G.G. Van Brunt, vive a Londra col nuovo marito Bingley Crocker
Bingley Crockerattore oscuro di circa 50 anni, ha sposato Eugenia cinque anni fa
Lord Wisbeachpseudonimo di Gentleman Jack della banda di Burke, corteggiatore di Ann Chester
Hammond Chesterpadre di Ann e cognato del signor Pett, viaggiatore, esploratore, vive in luoghi remoti
Biggsautista di Pett
Celestinenomignolo di Maggie O'Toole, cameriera della signora Pett
Bud Smithers amico di Jerry, proprietario di una clinica per cani a Long Island
Baylissmaggiordomo della signora Crocker a Londra
Lora Delane Porterscrittrice femminista, amica di Nesta
Skinneralias di Bingley Crocker quando lavora nell'abitazione dei Pett
Marycameriera dei Pett
Aidavolpino di pomerania della signora Pett
Mr. Sturgisproprietario dell'Agenzia investigativa internazionale
Miss Trimbledetective per l'agenzia investigativa di Mr. Sturgis

## Critica
Per Richard Usborne, la trama di questa commedia-thriller è poco verosimile a causa dell'eccessivo numero di travestimenti, colpi di scena e falsi nomi . Anche Guido Almansi ritiene che «il giro turbinoso di travestimenti e di false identità in Piccadilly Jim (1917) farebbe la gioia del più spericolato e smaliziato autore di commedie rinascimentali». Tuttavia per Almansi, sebbene il dettato di Wodehouse sia rapidissimo, la scrittura è molto raffinata e curata. Ad esempio, il capitolo 2 del romanzo si apre con la descrizione di una piovosa giornata londinese:
«Londra immusoniva sotto un cielo plumbeo. Durante la notte era piovuto e gli alberi gocciolavano ancora. Ma nel grigiume si stava aprendo uno slavato squarcio celeste e da quel pertugio fra le nuvole il sole, dapprima guardingo poi via via più baldanzoso, uscì a sbirciare le aiuole eleganti ed esclusive di Grosvenor Square. (...) La signora Crocker, che all’estremità opposta della tavola era impegnata a leggere la posta, i raggi non la sfiorarono. Se lo avessero fatto, avrebbe suonato il campanello e chiamato Bayliss, il maggiordomo, ad abbassare la tendina, perché non era tipo da tollerare confidenze né dagli uomini né dalla natura.». Commenta Guidi Almansi: «Quanti scrittori di primo piano vorrebbero saper cadenzare una chiusura di paragrafo con tanto stile? A volte, come spesso avviene nei veri scrittori in particolare nell'area del comico, la soluzione stilistica è semplicissima: non "dire una cosa eccezionale come se fosse naturale" bensì "dire una cosa naturale come se fosse eccezionale".».

## Adattamenti

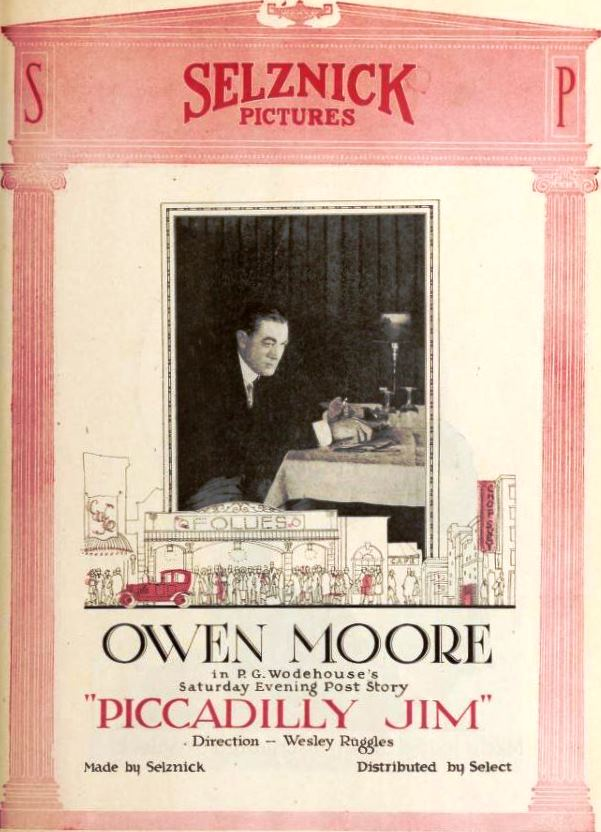
Manifesto pubblicitario del film Piccadilly Jim, regia di Wesley Ruggles (1919

Il romanzo ha avuto tre adattamenti cinematografici:
- Piccadilly Jim, regia di Wesley Ruggles (1919)[14]
- Jim di Piccadilly (Piccadilly Jim), regia di Robert Z. Leonard (1936)[15]
- Piccadilly Jim, regia di John McKay (2005)[16]

## Edizioni
- (EN) Piccadilly Jim, New York, Dodd, Mead and Company, 1917.
- (EN) Piccadilly Jim, London, Herbert Jenkins, 1918.
- Jim di Piccadilly: romanzo umoristico, traduzione di Ida Lori, Milano, Bietti, 1931.
- Jim di Piccadilly: romanzo umoristico inglese, traduzione di Mario Malatesta, Milano, Monanni, 1932.
- Piccadilly Jim, traduzione di Nadia Serragli, Prefazione di Carlo Pagetti, Roma, Lucarini, 1989, ISBN 88-7033-346-9.
- Piccadilly Jim, traduzione di Franco Salvatorelli, Milano, Mursia, 1991, ISBN 88-425-1096-3.
- Piccadilly Jim, traduzione di Paola Mazzarelli, Parma, Guanda, 2005, ISBN 88-8246-844-5.
- Piccadilly Jim, traduzione di Paola Mazzarelli, Milano, Tea, 2007, ISBN 978-88-502-1385-6.